# Die Kommune
Die Kommune (Originaltitel: Kollektivet) ist ein dänisches Filmdrama des Dogma-Regisseurs Thomas Vinterberg mit Trine Dyrholm und Ulrich Thomsen in den Hauptrollen. Vinterberg hatte das gleichnamige Theaterstück im Jahr 2011 im Wiener Burgtheater uraufgeführt. Der Film erzählt von dem Scheitern der Ehe von Anna und Erik vor dem Hintergrund der gesellschaftspolitischen Aufbruchstimmung der beginnenden 1970er Jahre.
Der Film wurde im Wettbewerb der 66. Internationalen Filmfestspiele von Berlin als dänischer Beitrag gezeigt.

## Handlung
Das Ehepaar Anna und Erik beziehen Anfang der 1970er Jahre mit ihrer Tochter Freja eine alte, aber große Villa, die Erik geerbt hat. Der Architekturdozent und die Nachrichtensprecherin entscheiden sich auf Annas Drängen hin für die Gründung einer Kommune. Die anfänglich gute Stimmung kippt, als Erik eine Beziehung mit der jungen Studentin Emma beginnt. Anna lädt daraufhin Emma zum Einzug in die Kommune ein, zerbricht jedoch innerlich an der Situation. Zuerst die Lage ertragend, brechen letztlich doch Trauer und Schmerz hervor und kulminieren in einer Szene mit übermäßigem Alkoholkonsum. Schließlich verliert Anna auch noch ihre Anstellung beim Fernsehen. Annas und Eriks 14-jährige Tochter Freja, die gerade ihre erste Liebe mit einem älteren Mitschüler entdeckt, wird von den Bewohnern aufgefordert, darüber zu entscheiden, ob ihre Mutter bleiben oder gehen soll, und entscheidet sich für den Auszug ihrer Mutter, da es ihr in der Kommune nicht gut gehe. Später, auf der Beisetzung von Vilads, dem schwerkranken Jungen eines Paares aus der Kommune, sieht man die Gruppe am Ende wieder zusammen, aber ohne Anna, die ausgezogen ist.

## Rezeption
„Männer ersetzen ihre Frauen durch jüngere. Das ist ein Muster. Es steht groß wie ein Elefant im Raum, aber keiner spricht darüber. Weil es beschämend ist. Weil es entmenschlichend ist und brutal. Ich fand es sehr brutal, und hab es dennoch selbst getan. Ich habe meine Frau verlassen und bin heute mit Helene Reingaard Neumann verheiratet, die im Film die junge Geliebte darstellt. Ich dachte mir: "Du hast es getan, Thomas, gestehe es. Dann kannst du daraus einen Film machen." Die Kommune hat also auch etwas von einem Bekenntnis.“

„Statt den erwarteten und inzwischen fast obligatorischen Abgesang auf die 68er mit ihren bourgeoisen Egoismen zu präsentieren, lässt Vinterberg seinen Film in ein Melodram münden. Man kann das merkwürdig, ja unangenehm finden. Ist so viel Privates noch politisch? […] Aber in dieser Neutralität […] liegt die große Stärke von ‚Kommune‘: Gefühle entscheiden, das führt Vinterberg mit großer Sensibilität vor, aber über Gefühle lässt sich nicht richten. Der Film besteht gewissermaßen auf seine Art der Gleichberechtigung: Was mit Lust und Freude begann, wird durch späteren Schmerz nicht wertlos.“

„Erik, der sich nie wirklich aus althergebrachten Mustern löst, will einfach die nicht mehr in seinem Sinne funktionierende Frau durch eine neue, unkompliziertere ersetzen. Anna weigert sich, diese Ökonomie als gegeben hinzunehmen: Alte und junge Liebe, das muss doch auch zusammen gehen, als Kollektiv einer erweiterten Familie.[…] Die radikale Utopie, das revolutionäre Element, das auch in der Historie immer nur ein kurzes, intensives Aufbäumen war, stirbt mit dem kleinen Vilads[…].“

## Auszeichnungen
- Internationale Filmfestspiele von Berlin 2016: Darstellerpreis für Trine Dyrholm
- Europäischer Filmpreis 2016: Nominierung für Trine Dyrholm (Beste Darstellerin), Jurypreis – Bester Schnitt (Anne Østerud und Janus Billeskov Jansen)